# Tanoh Anoue
Tanoh Anoue is een bestuurslaag in het regentschap Aceh Utara van de provincie Atjeh, Indonesië. Tanoh Anoue telt 761 inwoners (volkstelling 2010).